# アイルランド上王
アイルランド上王 (アイルランド語: Ard-Rí na hÉireann　英語: High King of Ireland) とはアイルランド全土を支配した君主、あるいは支配していると主張した君主である。歴代の上王の中には史実性の裏付けの無い伝説上の人物も含まれる。
中世から近世にかけてのアイルランド文学における描写では、歴代のアイルランド上王はタラの丘に座し、下位の諸王が成す階級社会を数千年前から途切れることなく統治を続けてきた、とされる。
しかし現代の歴史家からは、こうした上王像は8世紀において支配力を有した集団が現在の地位を正当化するために自身の伝統的な諸系譜から作り出して遠い過去へと当てはめたものに過ぎず、実像からは程遠いとされる。
全アイルランドの統一王権という構想が始めて形を取ったのは7世紀の事だが、政治的な観点から現実性を帯びたのはヴァイキング時代以降のことであり、この時点においてもなお「アイルランド全土の支配者」という言葉に矛盾しないものではなかった。上王の支配力の程度は時代によって変化を見せたが、アイルランド全土を単一国家として支配する程に強化されたことは一度もなかった。何故なら、上王は自身に従う独立国家群に対して宗主権を行使し、貢納を受けるものと見做されていたからである。